# UDFy-38135539
Az UDFy-38135539 (más jelöléssel HUDF.YD3) egy galaxis. Hivatalosan 2010. október 21-én osztályozták. Három nemzetközi csapat; Matthew Lehnert, Nicole Nesvadba, Mark Swinbank, Jean-Gabriel Cuby, Simon Morris, Benjamin Clement, C. J. Evans, M.N. Bremer és Stéphane Basa kutatta fel 2009 szeptemberében a Hubble űrtávcső által készített felvételek alapján. Eredményeiket a Nature magazinban közölték.
A galaxis a nagy bumm után már 600 millió évvel létezett.

## Lásd még
- Abell 2218
- GRB 090423
- IOK-1
- JKCS-041